# Umar Abd ar-Rahman
Umar Abd ar-Rahman, Omar Abdel-Rahman (ur. 3 maja 1938 w Ad-Dakahlijji, zm. 18 lutego 2017 w Granville) – egipski działacz muzułmański, duchowy lider Al-Dżama'a al-Islamijja. Nazywany „ślepym szejkiem”.

## Życiorys
W 1981 podejrzewano go, a następnie został uniewinniony od zarzutu zabójstwa prezydenta Anwara as-Sadata. W latach 90. brał udział w zamachach terrorystycznych. Aresztowany i skazany na dożywotne pozbawienie wolności za pomoc w przygotowaniu zamachu na World Trade Center w 1993 roku. Według agencji Reuters zmagał się z chorobą wieńcową oraz cukrzycą. Zmarł 18 lutego 2017.